# Castillo de Denia
El castillo de Denia es un castillo que sirvió de fortaleza en la época de la piratería del Mediterráneo. Está situado en la mayor altura de la ciudad de Denia, en la provincia de Alicante, España.

## Historia
Es uno de los elementos que define la topografía histórica del núcleo urbano. En sus laderas se han descubierto restos de viviendas y fortificaciones de la Diannium romana. 

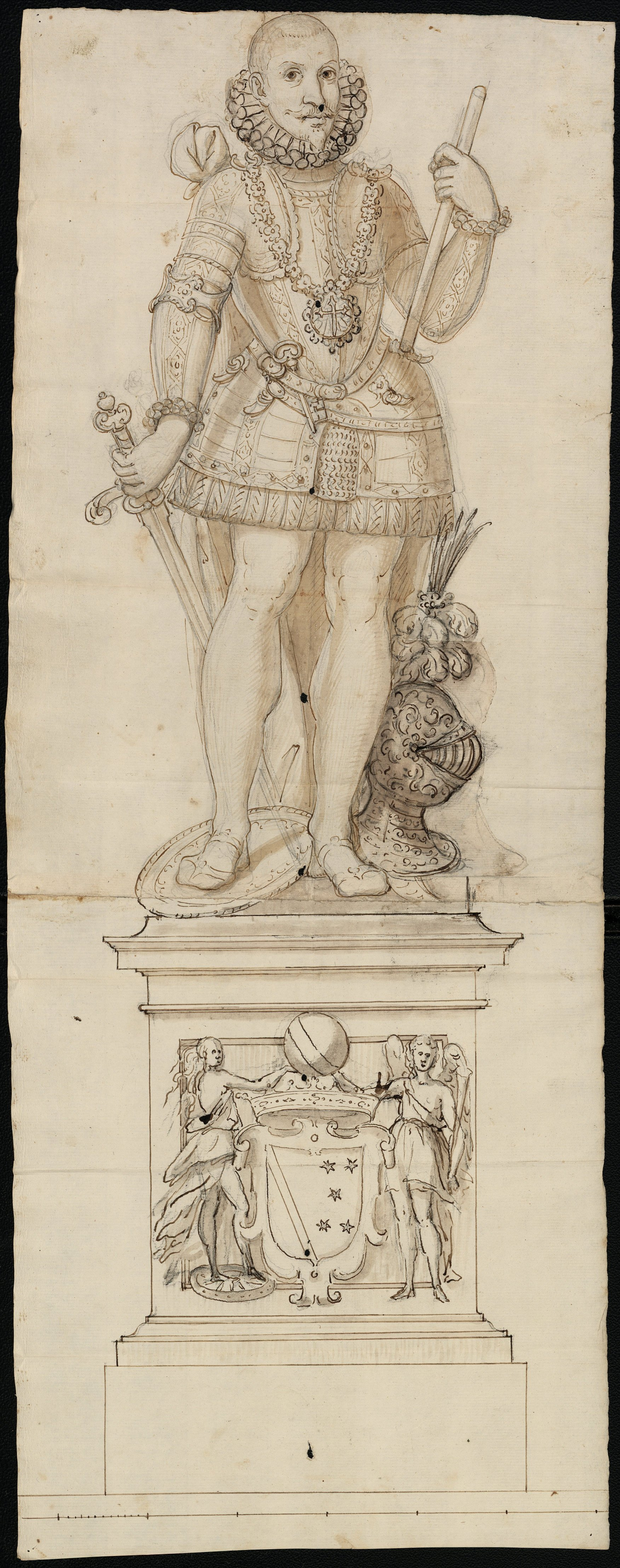
Dibujo para la estatua de mármol del duque de Lerma en el castillo de Denia, realizado por un pintor de la corte de Felipe III (?), h. 1612. La escultura fue contratada en Génova en 1612 al escultor Giuseppe Carlone.

Su diseño se remonta a época islámica, entre los siglos XI y XII. Desde entonces, distintas reformas se reflejan en su arquitectura. En la época almohade, la construcción de la Torre Roja y la Torre del Consell en el siglo XV, los baluartes y otros sistemas defensivos estilo renacentista, así como la reedificación del Palacio del Gobernador, en los siglos XVI y XVII, bajo los auspicios del I duque de Lerma, V marqués de Denia. Fue en época del valido de Felipe III cuando se llevaron a cabo las transformaciones más importantes en el palacio, hoy en estado de semiruina. Las obras se concretaron en adaptar la residencia a los gustos y necesidades del rey Felipe III y su séquito durante las visitas oficiales al municipio que se habían programado para comienzos del siglo XVII. El duque modernizó el antiguo palacio medieval que se erigía sobre la plataforma del castillo de una forma muy similar a la operada en su residencia de la villa ducal de Lerma. Es decir, ocultando la antigua fábrica a base de reducir sus partes o agregar elementos, como las cuatro torres angulares de Juan Gómez de Mora en Lerma, uniformando así el exterior de ambas arquitecturas. No obstante, en el palacio de Denia el proceso de reforma se caracterizó sobre todo por la adición de arquitecturas a su alrededor: jardines en su flanco septentrional,  los  cuartos  reales  con  vistas  al  mar  en  su  lado  oriental  y  la  escalera  monumental en la zona meridional.Las trazas para su reforma debieron de salir de la corte, habiéndose pensado en la posible participación de los arquitectos Francisco de Mora o fray Alberto de la Madre de Dios.La obra más importante de todo el legado artístico del duque de Lerma en Denia fue su estatua genovesa en mármol blanco, que se encontraba junto a la puerta de acceso al palacio y que hoy está perdida. Fue contratada en Génova en 1612 al escultor Giuseppe Carlone a través del embajador español Juan Vivas de Cañamás.Desde el punto de vista de la estrategia visual que siguió el duque de Lerma para expresar su posición privilegiada, es el más claro ejemplo de exclusividad en toda la historia de la nobleza española de la temprana Edad Moderna. Exclusividad por el material utilizado, mármol de Carrara; por la iconografía, siguiendo unos cánones sólo reservados para los grandes encargos de escultura regia; por su emplazamiento público, a la vista de todas las embarcaciones que llegasen a la península ibérica vía el puerto de Denia; y por su unicidad, ya que se trata a nivel español del único ejemplo conocido entre la clase nobiliaria de estos años.
La destrucción del Palacio y de la Vila Vella durante la Guerra de Sucesión y el abandono de la plaza militar en el año 1859 definen los últimos siglos.
El 19 de enero de 1812 fue ocupado por las tropas francesas, que permanecieron en él hasta su recuperación por los españoles, tras un asedio que duró del 15 de junio al 7 de diciembre de 1813.
En la actualidad, el castillo se configura como un conjunto patrimonial emblemático, escenario de obras de conservación y restauración, así como de innovadoras propuestas de difusión.

## Puntos de interés
- A ambos lados del Portal de acceso: Torre Roja (siglo XV) y Torre del Cos de guardia (siglo XII, remodelada en los siglos XVI y XVII)

- El portal de la Villa (puerta de acceso al castillo), de estilo almohade (XII), con remodelaciones posteriores. En el exterior hallamos arcos apuntados de estilo almohade y en el interior nos encontramos con un arco de vuelta de cañón, del que se conserva parte del original.

- La Torre del Consell (siglo XV). En dicha torre se reunía el Consejo de la ciudad.

- La Explanada del Gobernador y su Palacio, donde se ubica el museo arqueológico.

- El Quarter dels Infants, con función de almacén o vivienda de una tropa defensiva permanente.

- El Portal del Baluart, con 3 arcos de épocas diferentes y la Torre del Baulart, bastión de gran importancia estratégica puesto que controlaba el camino de acceso al recinto del palacio (siglo XVIII).

- La Punta del Diamant, bastión defensivo,recibe tal nombre por la forma de la torre.

- Aljub (siglo XV), aljibe que servía para la recogida de las aguas.

- El Camino Empedrado, era el único acceso por el que se podía acceder con ruedas, se consideraba la calle principal. Su pavimento empedrado corresponde al siglo XIV.

## Galería de imágenes

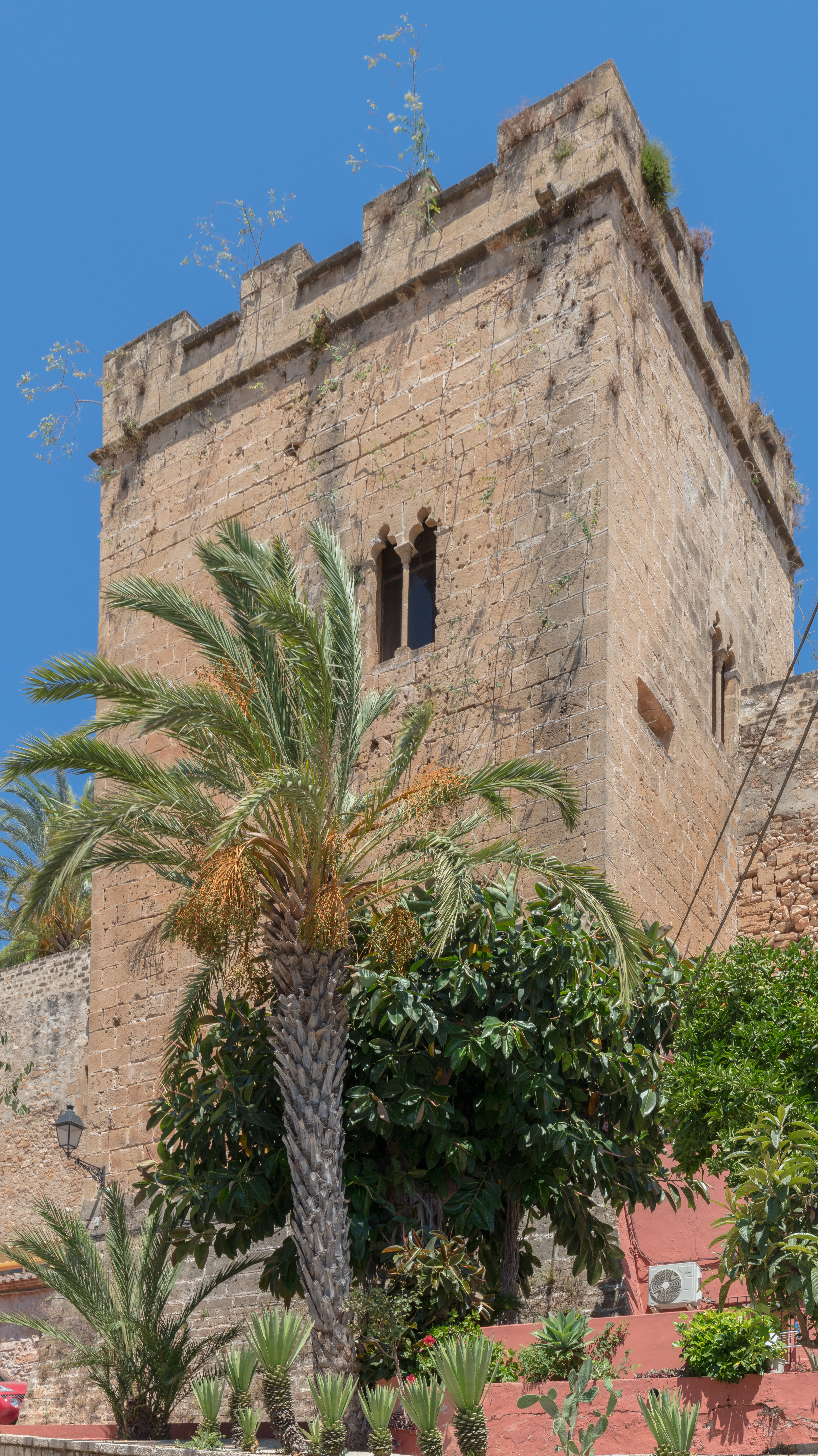
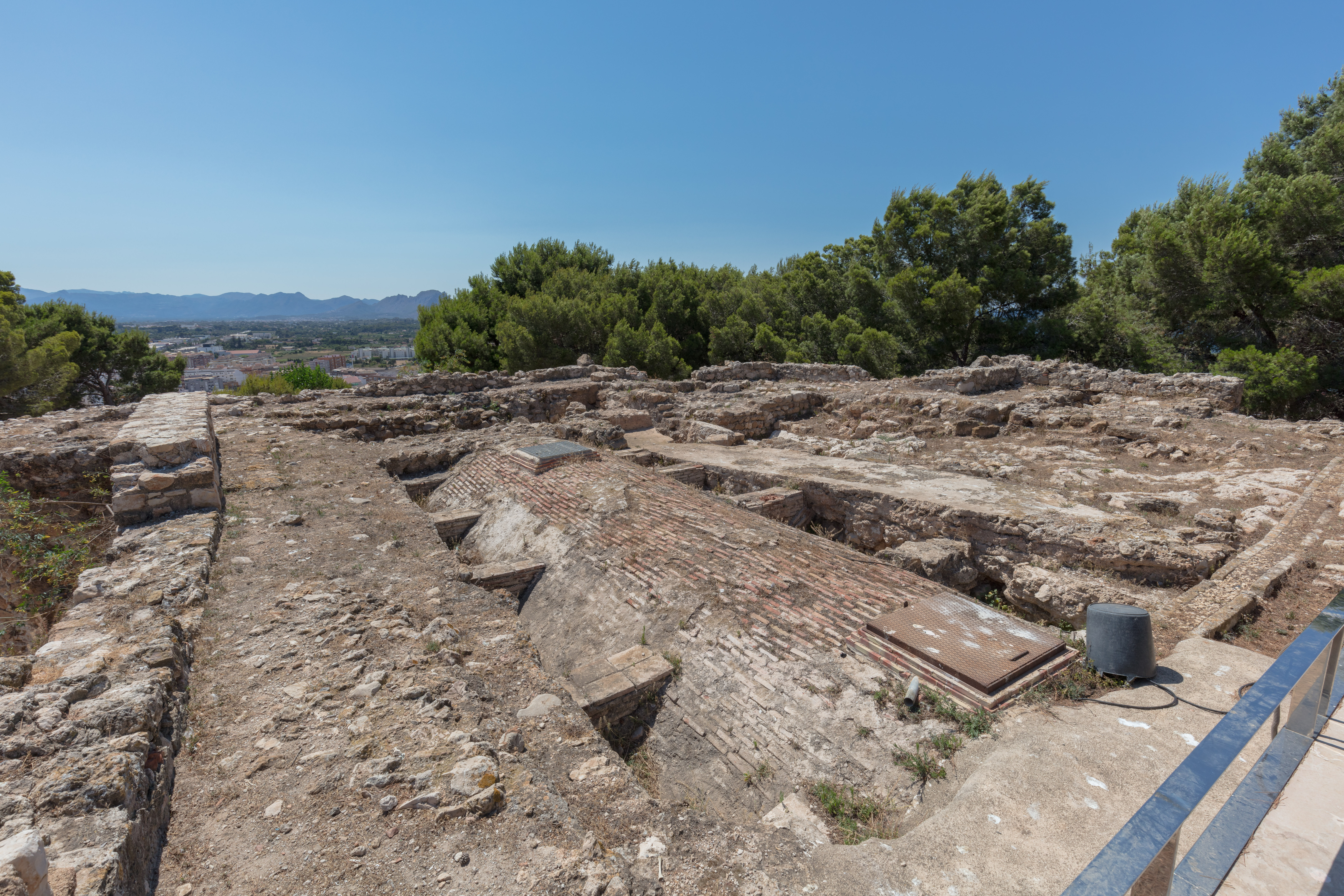
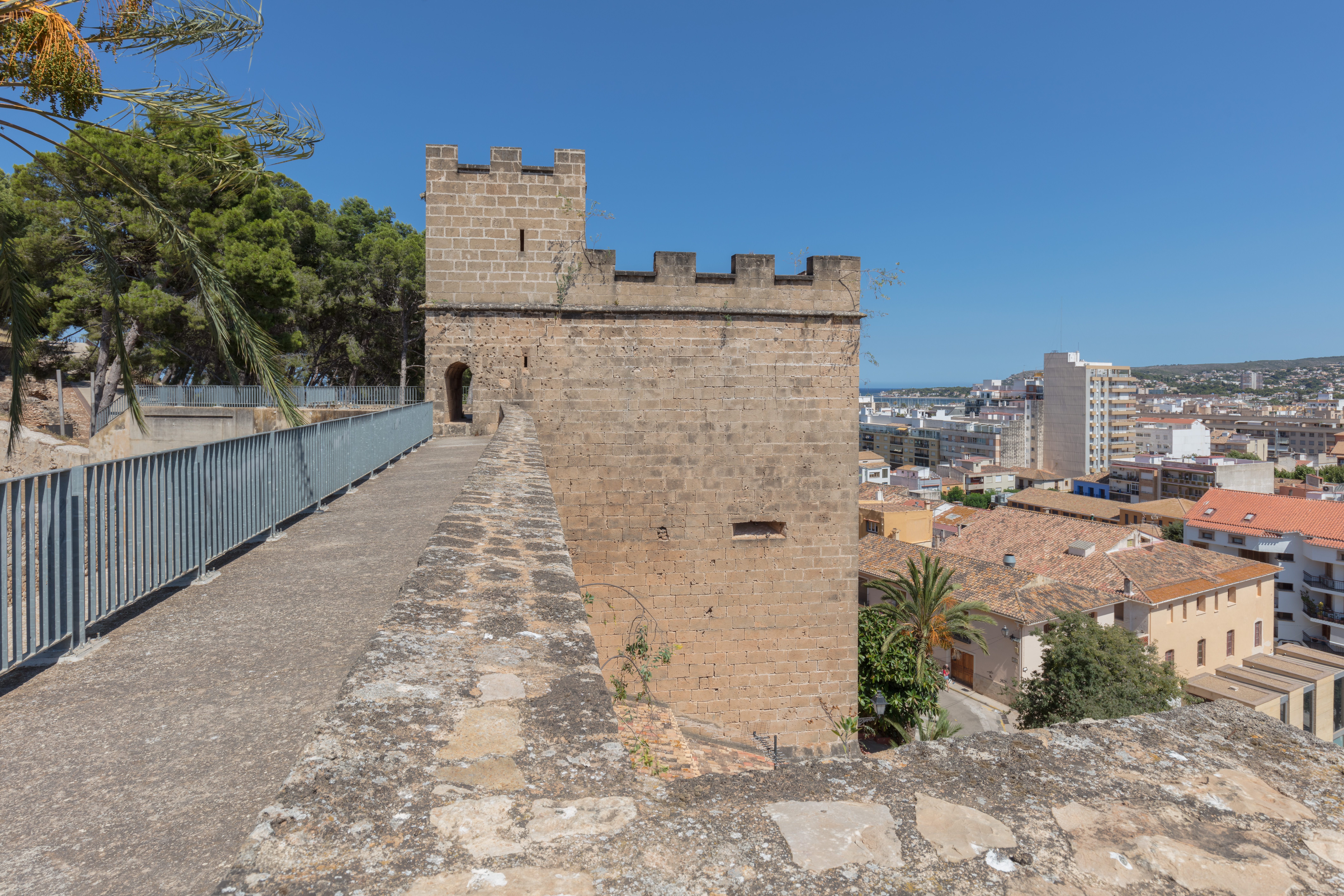
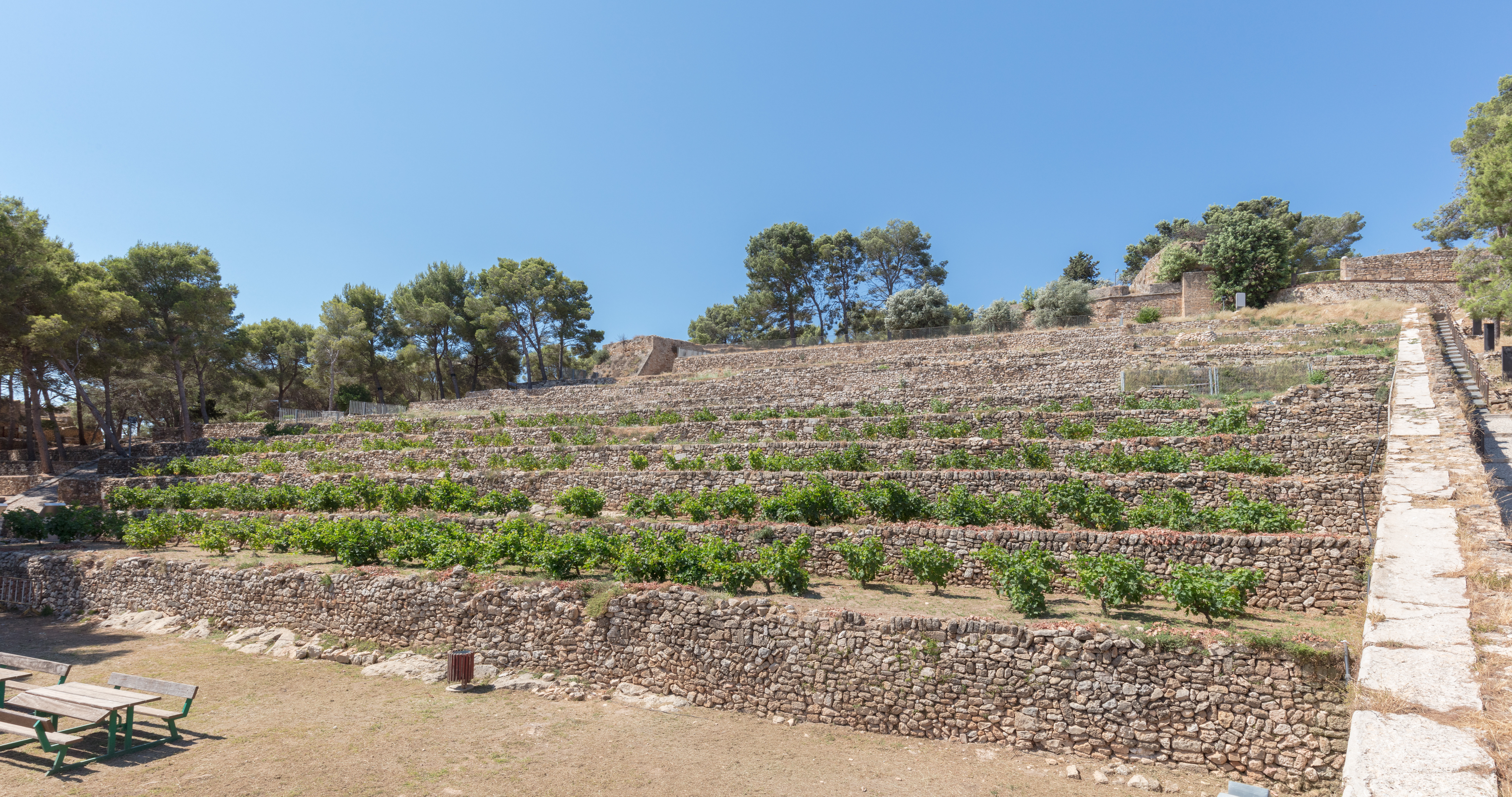
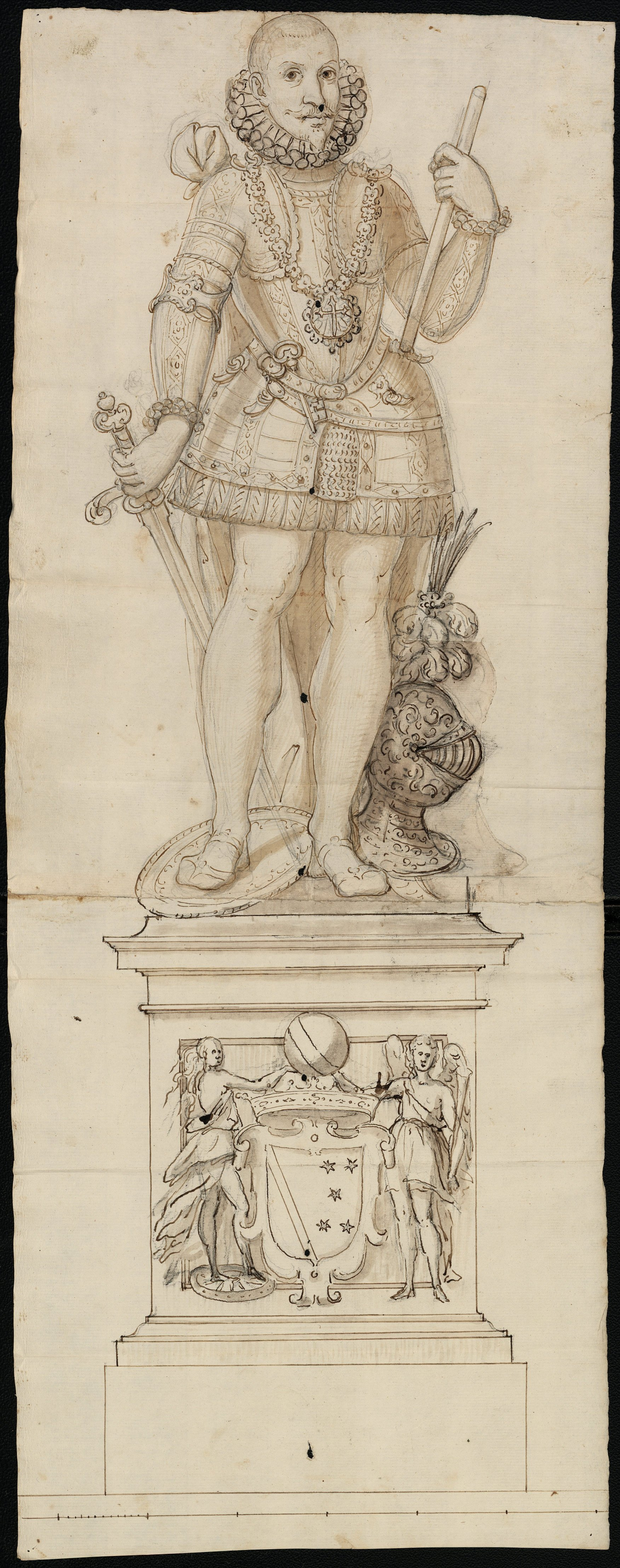
Dibujo para la estatua de mármol del duque de Lerma en el castillo de Dénia, realizado por un pintor de la corte de Felipe III (?), h. 1612. La escultura fue contratada en Génova en 1612 al escultor Giuseppe Carlone.
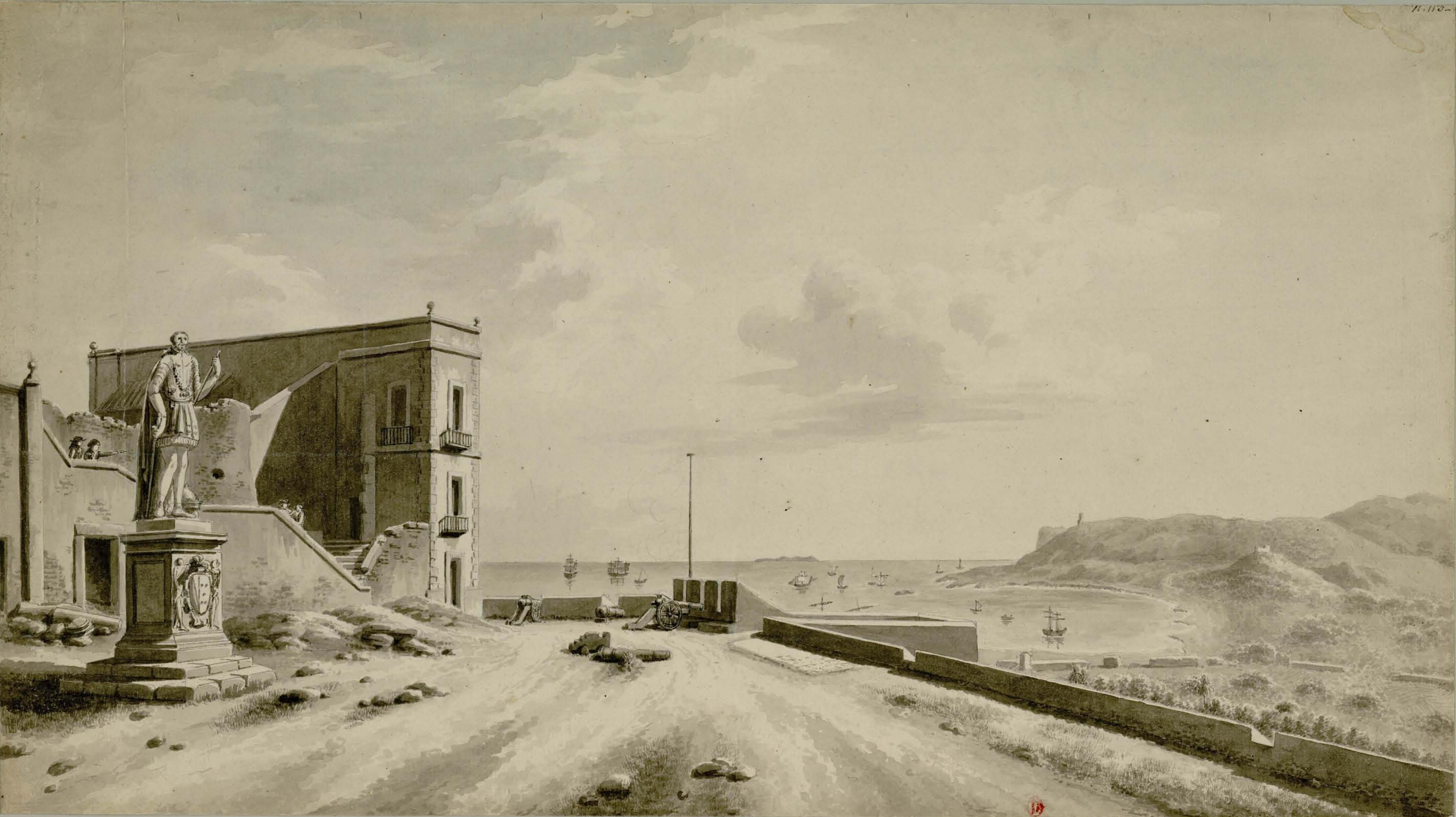
Vista de Dénia, anónimo, h. 1800. Dibujo preparatorio para el grabado homónimo en Alexandre de Laborde, Voyage pittoresque et historique de l’Espagne, París, Imprimerié de Pierre Didot, 1806-1820, vol. II, plancha CXXX. El dibujo en: Bibliothèque de l’Institut National d’Histoire de l’Art, collections Jacques Doucet, París, Inv. 20.918.
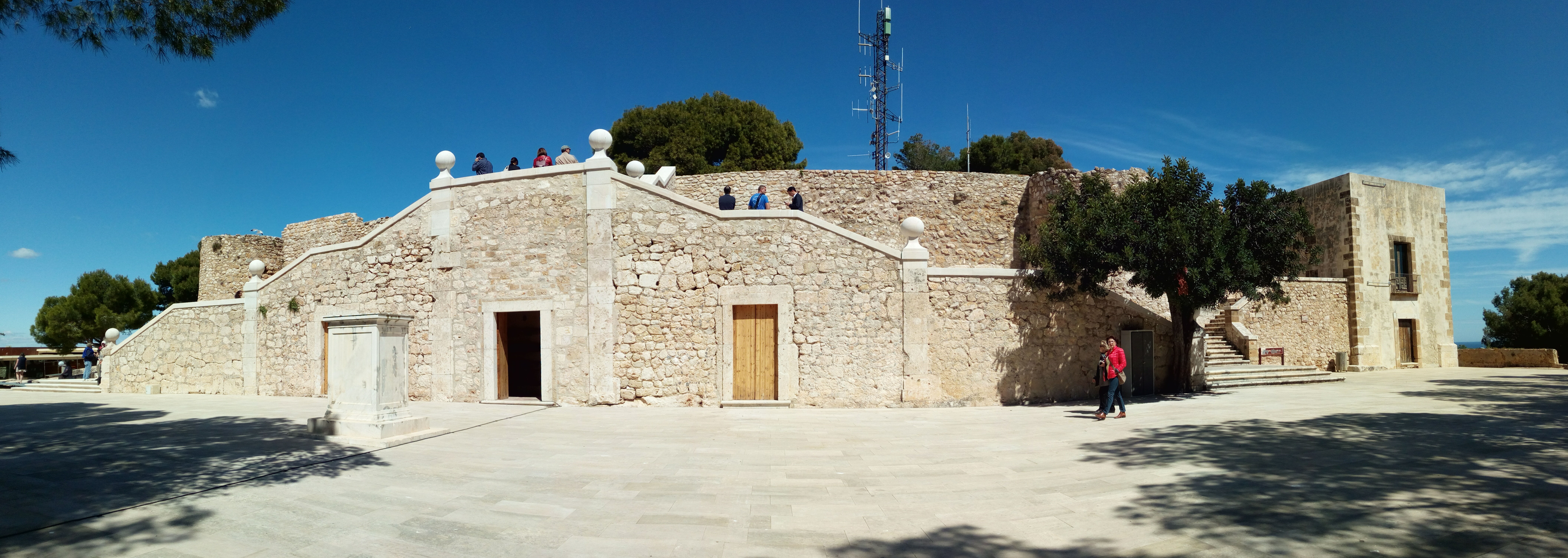
Castillo de Dénia, escalera de acceso al palacio en su estado de 2018.